# Ньюджент, Гилберт, 12-й граф Уэстмит
Гилберт Чарльз Ньюджент, 12-й граф Уэстмит (англ. Gilbert Charles Nugent, 12th Earl of Westmeath; 9 мая 1880 — 20 ноября 1971) — ирландский пэр. Он был известен как Достопочтенный Гилберт Ньюджент с 1883 по 1933 год.

## Биография
Родился 9 мая 1880 года в Дублине. Младший (третий) сын Уильяма Сент-Джорджа Ньюджента, 10-го графа Уэстмита (1832—1883), и его жены Эмили Маргарет Блейк (? — 1906).
Участник Первой мировой войны, был дважды ранен и упоминался в донесениях. Служил майором в Королевской артиллерии.
12 декабря 1933 года после смерти своего старшего бездетного брата, Энтони Фрэнсиса Ньюджента, 11-го графа Уэстмита (1870—1933), Гилберт Ньюджент унаследовал титулы 12-го графа Уэстмита (Пэрство Ирландии) и 17-го барона Делвина (Пэрство Ирландии).
Большая часть поместья была выкуплена арендаторами в 1903 году, а в 1934 году лорд Уэстмит продал остальную часть поместья, включая особняк Паллас, построенный на участке площадью двенадцать акров и включающий около пятисот акров поместья, его предком в начало XVIII века.
20 ноября 1915 года Гилберт Ньюджент женился на Дорис Имлак (? — 9 апреля 1968), дочери Чарльза Имлака. Супруги поселились в Флауэрхилл-Хаусе, Тина, графство Голуэй. У супругов было двое детей:
- Леди Памела Джоан Ньюджент (31 января 1921 — 3 февраля 2003)[1], в 1950 году она вышла замуж за бригадного генерала Джона Юарта Таунса Барбари, от брака с которым у неё было двое детей.
- Уильям Энтони Ньюджент, 13-й граф Уэстмит (род. 21 ноября 1928)[1], преемник отца.

Лорд Уэстмит скончался 20 ноября 1971 года в возрасте 91 года. Ему наследовал его единственный сын Уильям Энтони Ньюджент.